# Евдос
Евдос (грч. Εύδος) је приморско насељено место у општини Касандра у периферији Средишња Македонија, Грчка. Према попису из 2021. године било је без становника.
Насеље је подигнуто седамдесетих година 20. века и први пут се помиње на попису из 1981. године са пет становника.